# Los renglones torcidos de Dios (película española)
Los renglones torcidos de Dios es una película española estrenada el 6 de octubre de 2022, dirigida por Oriol Paulo y basada en el libro homónimo de Torcuato Luca de Tena.

## Sinopsis
Ambientada en 1979, la ficción sigue a una mujer (Alice Gould de Almenara) que ingresa a un pabellón psiquiátrico. Dejada en las puertas por un hombre, es interrogada a su llegada por el Dr. Ruipérez, quien también lee el perfil escrito sobre Gould por el Dr. Donadío. Alice le insiste en que ella está en la instalación porque ha sido "secuestrada legalmente" por su esposo Heliodoro para que pueda convertirse en el administrador de sus propiedades. La subdirectora, Montserrat Castell, le presenta la instalación a Alice, quien comienza a hacer un trabajo de campo relacionado con la investigación sobre la muerte del hijo del Dr. Raimundo García del Olmo, Damián, en la instalación. Alice (o Alicia) conoce a internos como el simpático Ignacio Urquieta y los gemelos (Rómulo y Remo). También conoce al amenazador Luis Ojeda (El Gnomo), hombre acondroplásico y abusador sexual que es protegido por el Hombre Elefante, quien muestra animosidad mutua hacia Rómulo. Alice también asiste a las sesiones de terapia del Dr. Arellano. 
A lo largo de la línea de tiempo principal, una línea de tiempo secundaria comienza en una noche lluviosa en el pabellón, en la que se produce un incendio y un motín y se encuentra un cadáver en una de las celdas. En esta línea de tiempo, Urquieta es incriminado por los policías entrantes (luego de lo cual también entra en acción un médico forense) y luego absuelto de sospechas por tener una coartada plausible. Asimismo, el personal nota que falta un paciente. 
En la línea de tiempo principal, Alicia interroga a Urquieta sobre si él está detrás del asesinato de Damián y si sufre esquizofrenia, la condición que Alice cree que padece el asesino. Empieza a llover y se hace evidente que Urquieta sufre un miedo irracional al agua. Urquieta luego le revela a Alice que Damián tenía riñas con el Gnomo.  
Alicia es atacada en el bosque por el Gnomo, quien la golpea con un arma contundente. Alicia despierta atada a una cama y Arellano le dice que ella es la presunta asesina del Gnomo, encontrado muerto cerca de ella, aunque le cuesta recordar lo que pasó después del golpe. Alice conoce personalmente al director Samuel Alvar, diciéndole que ya ha intercambiado cartas con él por orientación de García del Olmo para saber cómo ingresar a la institución. Alvar refuta este extremo y le dice a Alicia que nunca ha hablado con García del Olmo sobre ella. Una Alicia alterada ataca a Alvar e intenta escapar, solo para ser sedada. 
Alicia le cuenta a Castell sus sospechas sobre el asesinato de Damián y pide una reunión del consejo médico. En la reunión, Alvar afirma que Alice ha sido internada por recomendación del Dr. Donadío en nombre del esposo de Alice. Alicia afirma en cambio que engañó al Dr. Ruipérez y fingió una enfermedad mental para ingresar a las instalaciones. Alicia cuenta su versión sobre cómo conoció al Dr. García del Olmo y emprendió una investigación para determinar qué pasó con Damián. Cómo el Dr. García del Olmo le dio instrucciones de que debía fingir un estado de paranoia para poder ingresar al establecimiento y cómo lograron que Donadío obtuviera la certificación de su estado y Heliodoro firmara el permiso para retener a Alicia en contra de su voluntad , involucrando también a Alvar en el plan. Alvar cuenta su versión sobre cómo Alicia, ofendida porque el hombre con el que se casó solo quería su dinero, trató de matarlo envenenándolo. Y cómo Heliodoro, después de recuperarse de un ataque casi fatal, encontró a Alice escondiendo un frasco de veneno en la cocina. Y cómo al saberse atrapada, decidió fabricarse un personaje de investigadora privada fingiendo un estado de paranoia.  
Alicia no logra identificar a un hombre a quien Alvar identifica como el Dr. García del Olmo. Luego, Alicia recibe una descarga eléctrica y es llevada a "La Jaula", donde se convence de que ha sido incriminada por Heliodoro, quien contrató a alguien para hacerse pasar por García del Olmo. Ella les dice a Arellano y Castell que en caso de que vacíen sus cuentas bancarias puede haber una explicación plausible para el comportamiento de Heliodoro, Donadío y Alvar. Castell logra confirmar que Heliodoro le pagó en exceso a Alvar por el internamiento de Alice. Alicia escapa de su celda y desarrolla un plan para encender un fuego mientras Urquieta libera al resto de pacientes. Urquieta luego encuentra a uno de los gemelos muerto en una celda, lo que hace evidente que los eventos de la línea de tiempo secundaria pertenecen a las secuelas del plan de Alice. Alicia se cruza con la forense, quien le cuenta la muerte de Rómulo. Alicia la derriba y se hace pasar por ella. Ella descifra la identidad del asesino del gemelo (el Hombre Elefante). Los policías confirman que la cuenta bancaria de Alice ha sido vaciada. 
Castell convoca una reunión extraordinaria del consejo médico para dar de alta a Alice. Alice se encuentra con el gemelo vivo y le revela que el muerto no es Rómulo, sino Remo. Alvar renuncia a su voto en la asamblea. Los otros cuatro médicos (Castell, Arellano, Bernardos y Ruipérez) limpian a Alice por unanimidad. Alvar deja entrar al Dr. Donadío a la habitación. Para consternación de Alice, el hombre resulta ser el hombre que identificó como el Dr. García del Olmo.

## Reparto

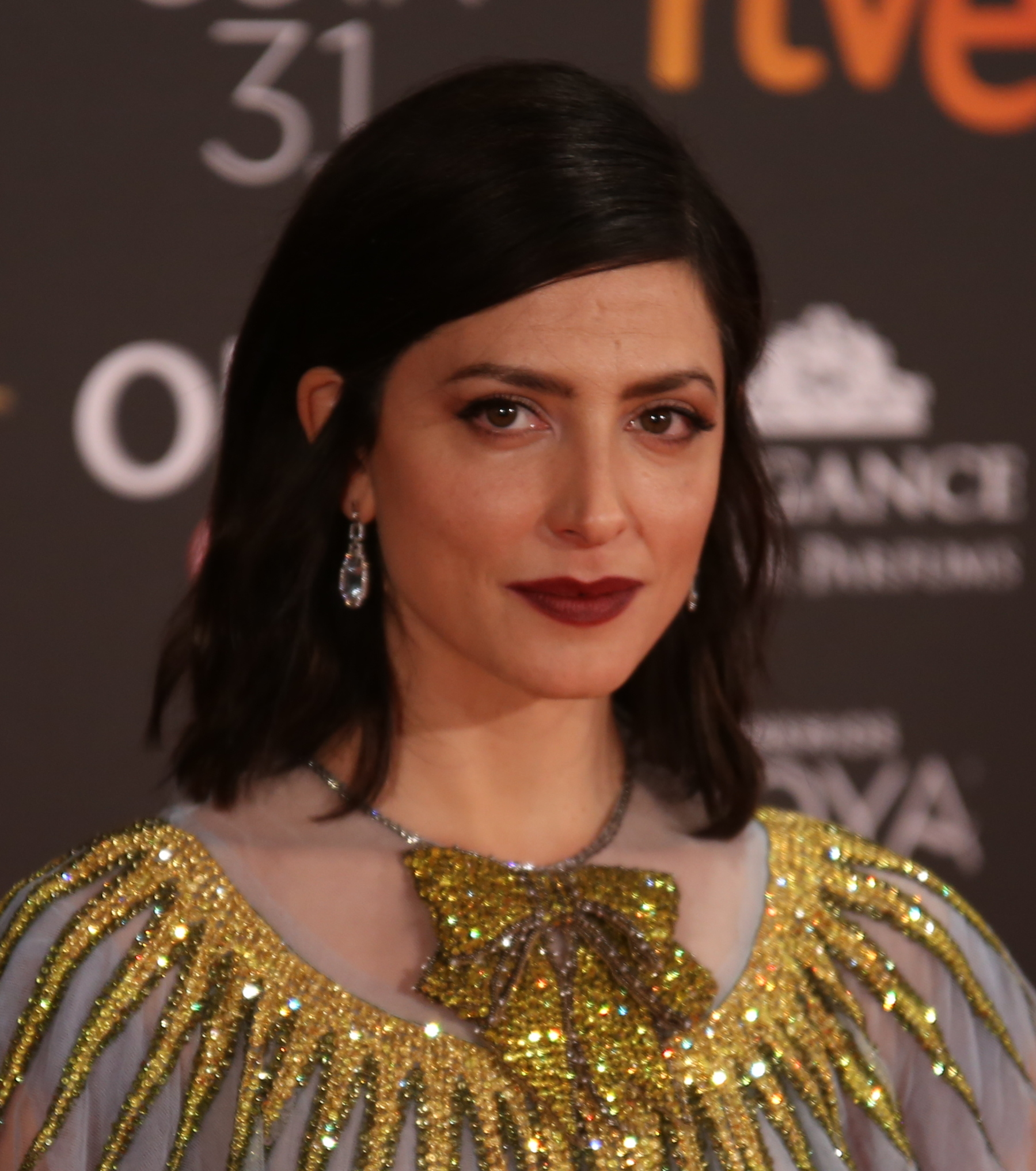
Bárbara Lennie, protagonista de la película

- Bárbara Lennie como Alice Gould de Almenara
- Eduard Fernández como Samuel Alvar
- Loreto Mauleón como Monserrat «Montse» Castell
- Javier Beltrán como Doctor César Arellano
- Pablo Derqui como Ignacio Urquieta
- Samuel Soler como Rómulo y Remo
- Federico Aguado como Doctor Ruipérez
- Adelfa Calvo como Doctora Bernardos
- Antonio Buil como Ruiz de Pablos
- Dafnis Balduz como Inspector Soto
- David Selvas como Heliodoro
- Francisco Javier Pastor como Hombre Elefante
- Vicente Vergara como Enfermero Terrón
- Covadonga Berdiñas como Enfermera Perro

## Producción
La película está basada en la novela Los renglones torcidos de Dios (1979), de Torcuato Luca de Tena, aunque ya existe otra película mexicana de 1983 con el mismo nombre. Dirigida por Oriol Paulo, fue anunciada en septiembre de 2020, momento en el que se confirmó que Bárbara Lennie sería la protagonista (Alice Gould). El rodaje comenzó el 10 de mayo de 2021 y se anunció a Eduard Fernández como el otro protagonista (Samuel Alvar). El reparto se completa con Loreto Mauleón, Javier Beltrán, Pablo Derqui, Federico Aguado y Adelfa Calvo, entre otros. El rodaje finalizó el 27 de julio del mismo año y entró en la etapa de montaje para ser estrenada en 2022.

## Recepción

### Críticas
El filme obtuvo buenas críticas de la prensa especializada y del público en general. En IMDb tiene una puntuación de 7'1/10 basada en más de veinticuatro mil votos, en FilmAffinity 6'6/10 con más de veintidós mil votos y en Rotten Tomatoes tiene una aprobación del 79% por el público y del 71% de críticas especializadas.
Rubén Romero de Cinemanía destacó «El maravilloso casting de ‘renglones torcidos’, sobre los que gobierna una Lennie con su aristocrático porte (...) Con una historia trepidante y un elegante ejercicio de trilerismo narrativo». A Beatriz Martínez de El Periódico le gustó  que «la intriga encuentra un equilibrio perfecto entre estilización y magnetismo. (...) Resulta necesariamente reivindicable por hacer de la complejidad entretenimiento (entre otras cosas)». Javier Ocaña de El País resumió la película como: «Con buenas interpretaciones, una meritoria elección de actores y un estupendo entretenimiento (...) es fiel al libro (...) película sin ínfulas sociales ni psicológicas, más policial (...) que la novela, pero igual de irresistible en cuanto a la diversión».

### Taquilla
La película obtuvo muy buenos resultados en taquilla en España, convirtiéndose en la película más taquillera del país en las primeras semanas posteriores a su estreno. Al final de su vida comercial obtuvo $6 183 535 de dólares de recaudación. Además, fue la tercera película más taquillera en España en 2022.

### Premios y nominaciones
37.ª edición de los Premios Goya
| Categoría                                  | Receptor(es)                                        | Resultado | Ref.   |
| ------------------------------------------ | --------------------------------------------------- | --------- | ------ |
| Mejor interpretación femenina protagonista | Bárbara Lennie                                      | Nominada  | [ 12 ] |
| Mejor guion adaptado                       | Guillem Clua y Oriol Paulo                          | Nominados | [ 12 ] |
| Mejor música original                      | Fernando Velázquez                                  | Nominado  | [ 12 ] |
| Mejor dirección artística                  | Sylvia Steinbrecht                                  | Nominada  | [ 12 ] |
| Mejor diseño de vestuario                  | Alberto Valcárcel                                   | Nominado  | [ 12 ] |
| Mejor maquillaje y peluquería              | Montse Santfeliu, Carolina Atxukarro y Pablo Perona | Nominados | [ 12 ] |

78.ª edición de las Medallas del Círculo de Escritores Cinematográficos
| Categoría            | Receptor(es)                            | Resultado | Ref.          |
| -------------------- | --------------------------------------- | --------- | ------------- |
| Mejor actriz         | Bárbara Lennie                          | Nominada  | [ 13 ] [ 14 ] |
| Mejor guion adaptado | Oriol Paulo, Guillem Clua y Lara Sendim | Ganadores | [ 13 ] [ 14 ] |
| Mejor música         | Fernando Velázquez                      | Nominado  | [ 13 ] [ 14 ] |

10.ª edición de los Premios Feroz
| Categoría             | Receptor(es)       | Resultado | Ref.   |
| --------------------- | ------------------ | --------- | ------ |
| Mejor música original | Fernando Velázquez | Nominado  | [ 15 ] |
| Mejor tráiler         | Pedro J. Bernardo  | Nominado  | [ 15 ] |